# بيل هايوارد
بيل هايوارد (بالإنجليزية: Bill Hayward)‏ هو لاعب اللاكروس أمريكي، ولد في 2 يوليو 1868 في تورونتو في كندا، وتوفي في 14 ديسمبر 1947.